# Secretaría de Estado de Hacienda y Presupuestos
La Secretaría de Estado de Hacienda y Presupuestos (SEHP) de España fue un órgano superior del Ministerio de Economía y Hacienda que existió durante las legislaturas VIII y IX.
Se encargaba de realizar las actuaciones relativas a la orientación de la política fiscal, el diseño y aplicación del sistema tributario, la previsión y análisis de los ingresos tributarios y otros ingresos públicos, la dirección y coordinación de las actuaciones en relación con las haciendas territoriales, la dirección y ejecución de la gestión catastral y la planificación, programación, presupuestación y control del sector público estatal.

## Historia
La Secretaría de Estado de Presupuestos y Gastos fue creada por el presidente del Gobierno José Luis Rodríguez Zapatero en abril de 2004 tras fusionar las antiguas secretarías de Estado de Hacienda y la de Presupuestos y Gastos. Fue suprimida a finales de 2011 por el presidente del Gobierno Mariano Rajoy.

## Estructura

### VIII Legislatura
Durante la VIII Legislatura se estructuró a través de:
- La Secretaría General de Hacienda, con rango de subsecretaría.
  - La Dirección General de Tributos.
  - La Dirección General del Catastro.
  - La Dirección General de Financiación Territorial.
  - El Tribunal Económico-Administrativo Central.

Desde 2005, se suprimió la Dirección General de Financiación Territorial y se crean en su lugar:
- - La Dirección General de Coordinación Financiera con las Comunidades Autónomas.
  - La Dirección General de Coordinación Financiera con las Entidades Locales.

- La Secretaría General de Presupuestos y Gastos, con rango de subsecretaría.
  - La Dirección General de Presupuestos.
  - La Dirección General de Costes de Personal y Pensiones Públicas.
  - La Dirección General de Fondos Comunitarios.

### IX Legislatura
Durante la IX Legislatura, se estructuró a través de:
- La Secretaría General de Hacienda, con rango de subsecretaría.
  - La Dirección General de Tributos.
  - La Dirección General del Catastro.
  - El Tribunal Económico-Administrativo Central.
  - La Dirección General de Ordenación del Juego (desde 2011).[8]

- La Secretaría General de Presupuestos y Gastos, con rango de subsecretaría.
  - La Dirección General de Presupuestos.
  - La Dirección General de Costes de Personal y Pensiones Públicas
  - La Dirección General de Fondos Comunitarios.
- La Secretaría General de Financiación Territorial, con rango de subsecretaría (hasta 2011).[8]
  - La Dirección General de Coordinación Financiera con las Comunidades Autónomas y con las Entidades Locales.

## Secretarios de Estado
- Miguel Ángel Fernández Ordóñez (20 de abril de 2004-11 de marzo de 2006)
- Carlos Ocaña y Pérez de Tudela (11 de marzo de 2006-11 de junio de 2011)
- Juan Manuel López Carbajo (11 de junio de 2011-24 de diciembre de 2011)